# ビージョイ
株式会社ビージョイは、愛媛県松山市に本社を置く、食肉・食肉加工品を製造販売する総合食品メーカー。

## 概要
- 1950年、家畜飼料卸「愛媛飼料産業株式会社」として創立。以降規模・事業分野を拡大し、現在は、水産・畜産両分野において、飼育・生産・加工・販売を自社一貫で扱う総合メーカーに成長した。
- 一方、ガソリンスタンド・賃貸マンション・ホテル・アウトレットモールといった異業種にも積極的に進出し、食品と並ぶ経営の柱として成長させてきた。
- 松山労働基準監督署が従業員の慢性的な残業代未払いを訴える申告を認め、労働基準法で請求権が消滅していない過去2年間について1日当たり約3時間の未払いを指摘、同社に是正勧告をしていたことが2008年7月17日、分かった。未払い総額は約300万円とみられる。

## 事業所
- 本社 - 愛媛県松山市水泥町468番1
- 神戸支店 - 兵庫県神戸市垂水区下畑町向井438-3
- 今治営業所 - 愛媛県今治市天保山町3丁目1-38
- 香川営業所 - 香川県坂出市入船町1-4-1
- 高知営業所 - 高知県高知市大津乙1812番地1号
- 広島営業所 - 広島県広島市西区草津港2丁目6-50

## グループ構成企業
- 愛媛飼料産業株式会社（家畜飼料卸・飼育・不動産等）
- 有限会社協栄ファーム（養鶏事業等）
- 株式会社ゴンドラ（テナントビル賃貸、マンション経営等）
- 株式会社ビージョイ（食肉加工品販売･農場経営等）
- 株式会社南予ビージョイ（水産飼料販売、水産･食肉等の販売）
- 社会福祉法人幸楽（ケアハウス事業･居住介護事業･デイサービス事業）

## 沿革
- 1950年 - 「愛媛飼料産業株式会社」設立。
- 1960年 - 鶏卵部を設立。
- 1961年 - 「愛媛食鳥産業株式会社」設立。
- 1966年 - 愛媛食鳥産業に精肉部門を設立し、牛肉･豚肉の加工販売開始。
- 1968年　- 有限会社ゴンドラ設立。
- 1974年 - 南予飼料産業有限会社（現:南予ビージョイ）設立。
- 1979年 - 仕出し料理・弁当のあいさん発足。
- 1982年 - 南予飼料産業に南予ミート（食肉加工製造販売部門）設立。
- 1984年 - 有限会社あいさん食品設立。
- 1984年 - 有限会社ベストフーズ設立。
- 1985年 - 有限会社協栄ファーム設立。
- 1987年 - 愛媛飼料産業に不動産事業部設置。
- 1989年 - サンエイフーズ株式会社設立。
- 1990年 - 有限会社レスパスコーポレーション設立。
- 1993年 - 愛媛食鳥産業を「株式会社ビージョイ」に商号変更。愛媛県伊予郡砥部町にリバーサイドショッピングセンターを開設。
- 1994年 - 南予飼料産業に水産事業部設置し、水産飼料の製造販売及び活魚販売を開始。
- 2000年 - 愛媛県東温市に見奈良天然温泉利楽オープン。クールスモールがオープン。
- 2001年 - 愛媛県東温市にジョイグリーン（パークゴルフ等のレジャー施設）を開設。
- 2003年 - 有限会社老香港設立。
- 2004年 - 社会福祉法人幸楽設立。
- 2005年 - 株式会社ジョイアート設立。ケアハウス幸楽開設。
- 2006年 - 坊ちゃん劇場オープン。
- 2007年 - サンエイフーズがビージョイと合併。
- 2011年 - みなら産直物産市「あさつゆマルシェ」オープン。